# تپه تهمز امامی
تپه تهمز امامی مربوط به دوره ساسانیان است و در شهرستان خدابنده، بخش سجاسرود، روستای ارقین واقع شده و این اثر در تاریخ ۱۷ اسفند ۱۳۸۱ با شمارهٔ ثبت ۷۵۰۴ به‌عنوان یکی از آثار ملی ایران به ثبت رسیده است.